# Anatolij Baranov
Anatolij Ivanovič Baranov, sovjetski inženir, * 13. junij 1953, Majačka, Novotrotsko okrožje, Sovjetska zveza, † 20. maj 1986 Moskva, Sovjetska zveza.
Kot inženirski električar je delal v jedrski elektrarni Černobil.   

## Biografija
Anatolij Baranov se je rodil 13. junija 1953 v vasi Majačka v Novotrotskem okrožju Čersonske oblasti v takratni Sovjetski zvezi. 
Svojo kariero je začel v jedrski elektrarni Černobil, kjer se je zaposlil januarja 1978. V prvih letih zaposlitve v elektrarni je delal kot inženirski električar, serviser akumulatorjev in starejši elektroinštalater v delavnici elektrarne. Leta 1982 je v odsotnosti diplomiral na Kijevski politehnični fakulteti iz elektrotehnike.  
26. aprila 1986 ponoči je Baranov opravljal svoje naloge in bil v 5. izmeni električne delavnice v času eksplozije reaktorja 4 ob 1.23. Po eksploziji mu je uspelo zamenjati goriva turbogeneratorjev tretjega in četrtega agregata iz vodika v dušik in tako preprečiti eksplozijo in požar v strojnici. S svojimi sodelavci je izredne razmere prepoznal na električnih napravah, kar je preprečilo širjenje požara na druge bloke postaje in v agregatno sobo. Med delom je bil Baranov izpostavljen smrtnemu odmerku sevanja. 
Baranov je bil hospitaliziran v bolnišnici v Pripjatu, a je bil kmalu odpeljan v posebno bolnišnico v Moskvi, kjer se je zdravil skupaj z drugimi inženirji iz elektrarne. Tam je Baranov 20. maja 1986 podlegel akutni sevalni bolezni in umrl v starosti 33 let. Pokopan je bil na mednarodnem pokopališču v Moskvi.

## Odlikovanja
Leta 2008 je bil Baranov posmrtno odlikovan z redom poguma 3. stopnje in uredbo oktobrske revolucije.